# نقطة متطرفة

مجموعة محدبة باللون الأزرق الفاتح، ونقاطها القصوى باللون الأحمر.

في الرياضيات ، نقطة متطرفة لمجموعة محدبة {\displaystyle S} ،هي مجموعة من النقاط في فضاء متجه حقيقي أو مركب هي نقطة في {\displaystyle S} ولا تقع في أي قطعة مستقيمة مفتوحة تربط بين نقطتين أخريين في المجموعة {\displaystyle S.} تسمى النقاط المتطرفة لقطعة مستقيمة نهايتي القطعة . في مشاكل البرمجة الخطية ، تسمى النقطة المتطرفة أيضًا بالرأس للشكل أو نقطة الزاوية الحادة للمجموعة {\displaystyle S.} 